# Plac Wolnica w Krakowie
Plac Wolnica – plac w Krakowie, w dzielnicy I Stare Miasto, na Kazimierzu, ograniczony ulicami Krakowską i św. Wawrzyńca.

## Historia
Plac ten jest częścią pierwotnego rynku miasta Kazimierz, utworzonego w 1335 r. podczas lokacji miasta. Kiedyś dorównywał wielkością krakowskiemu rynkowi i pełnił podobne do niego funkcje – tutaj odbywał się handel, a także znajdował się ratusz, gdzie najwyższe władze administracyjne i sądownicze miasta Kazimierz miały swoją siedzibę.
Tutaj również ulokowane były inne budynki użyteczności publicznej: kramy, waga czy postrzygalnia. Dzisiejsza nazwa Plac Wolnica wywodzi się od łacińskiego Forum liberum (prawo wolnego handlu mięsem poza kramami) i istnieje w takiej formie od końca XVIII wieku, gdy Kazimierzowi nadano przywilej wolnego handlu.

## Zabytki i współczesność
Z czasów XVIII wieku zachował się tu jedynie ratusz, gdzie od zakończenia II wojny światowej swoją siedzibę ma Muzeum Etnograficzne wraz ze swoją kolekcją sztuki ludowej.
Rynek dawnego Kazimierza od zawsze był otoczony domami mieszczańskimi, wzniesionymi na działkach wytyczonych w trakcie lokacji miasta. Dzisiejsze kamienice pochodzą z XIX wieku, zazwyczaj w ich parterowej części znajdują się sklepy, galerie, restauracje czy hotele. 
W roku 1996 w ścianę budynku Muzeum wmurowano tablicę upamiętniającą "Przybycie Żydów do Polski w średniowieczu", wykonaną w 1907 roku przez Henryka Herschela Hochmana. Stara tablica została zniszczona przez Niemców w czasie II wojny światowej. Obecną znaleziono w Muzeum Narodowym w Warszawie. Poprzednia tablica, ufundowana na początku XX wieku przez krakowską gminę żydowską przedstawiała "Przyjęcie Żydów w Polsce przez Kazimierza Wielkiego". 
Ponadto na Placu Wolnica pod numerem 11 umieszczona jest tablica informująca, że w tym miejscu w 1868 r. odkryto relikty budowli uniwersyteckich, które król Kazimierz Wielki zaczął wznosić, ale nie zostały nigdy ukończone.
Znajduje się tu także fontanna – rzeźba "Trzej grajkowie", będąca dziełem Bronisława Chromego z roku 1970. 
To jak Plac Wolnica wygląda dziś zawdzięczamy przede wszystkim porządkom przeprowadzonym tu w latach 30. i 40. XX wieku na Kazimierzu, kiedy to zniknęły stąd kramy handlowe.

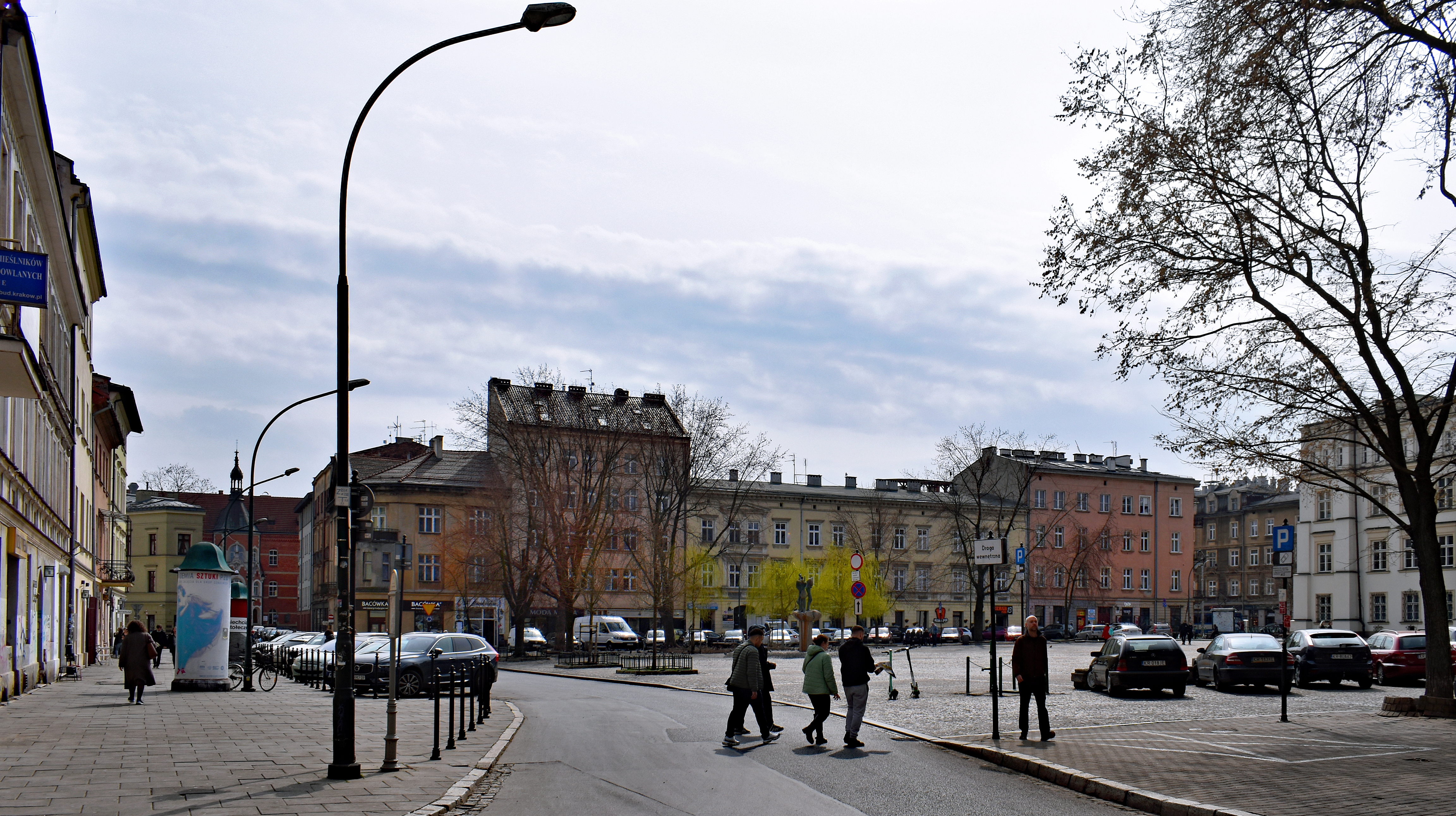
Widok z północy z ul. św. Wawrzyńca.
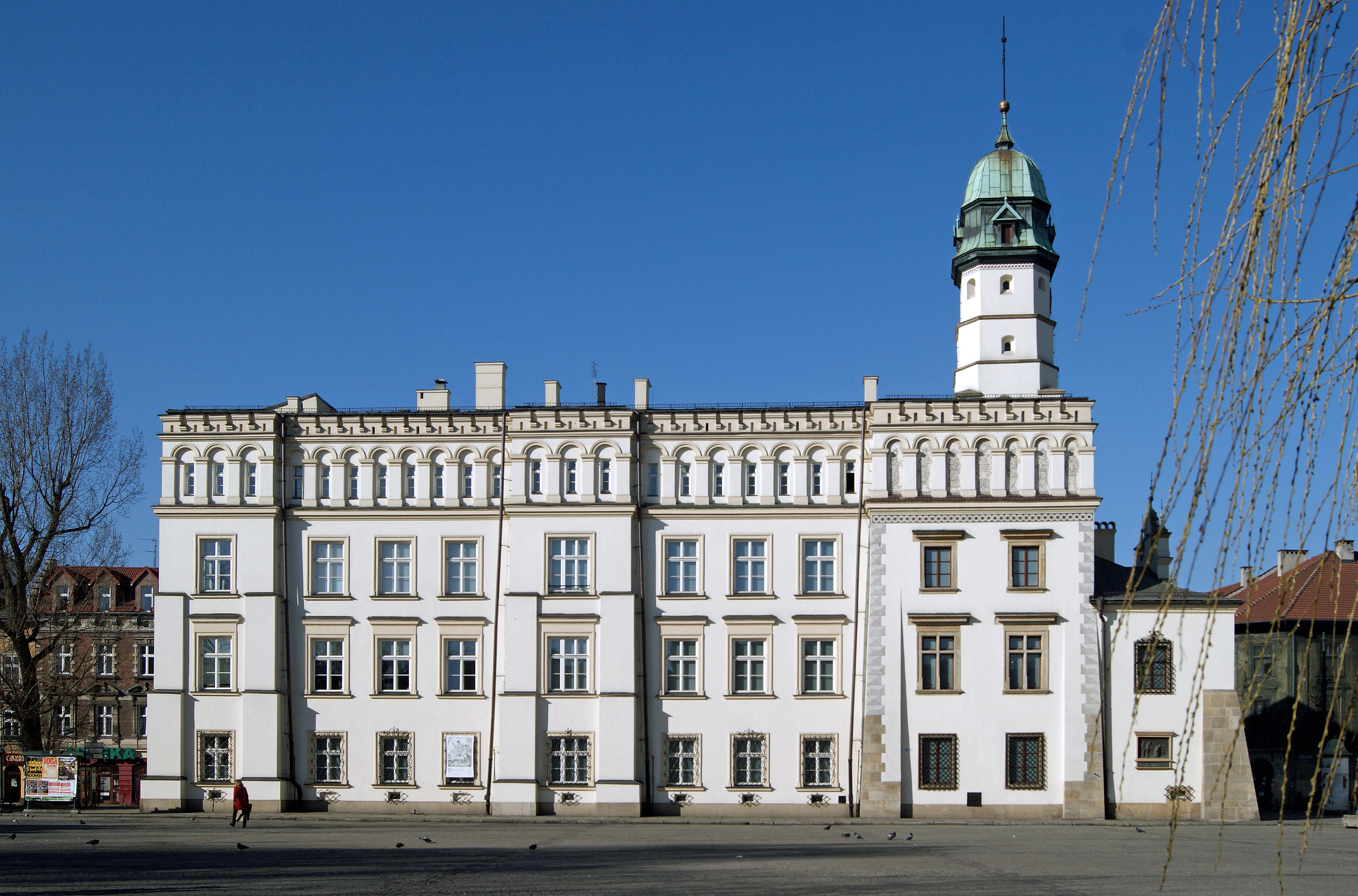
pl. Wolnica 1 Dawny ratusz miasta Kazimierza.
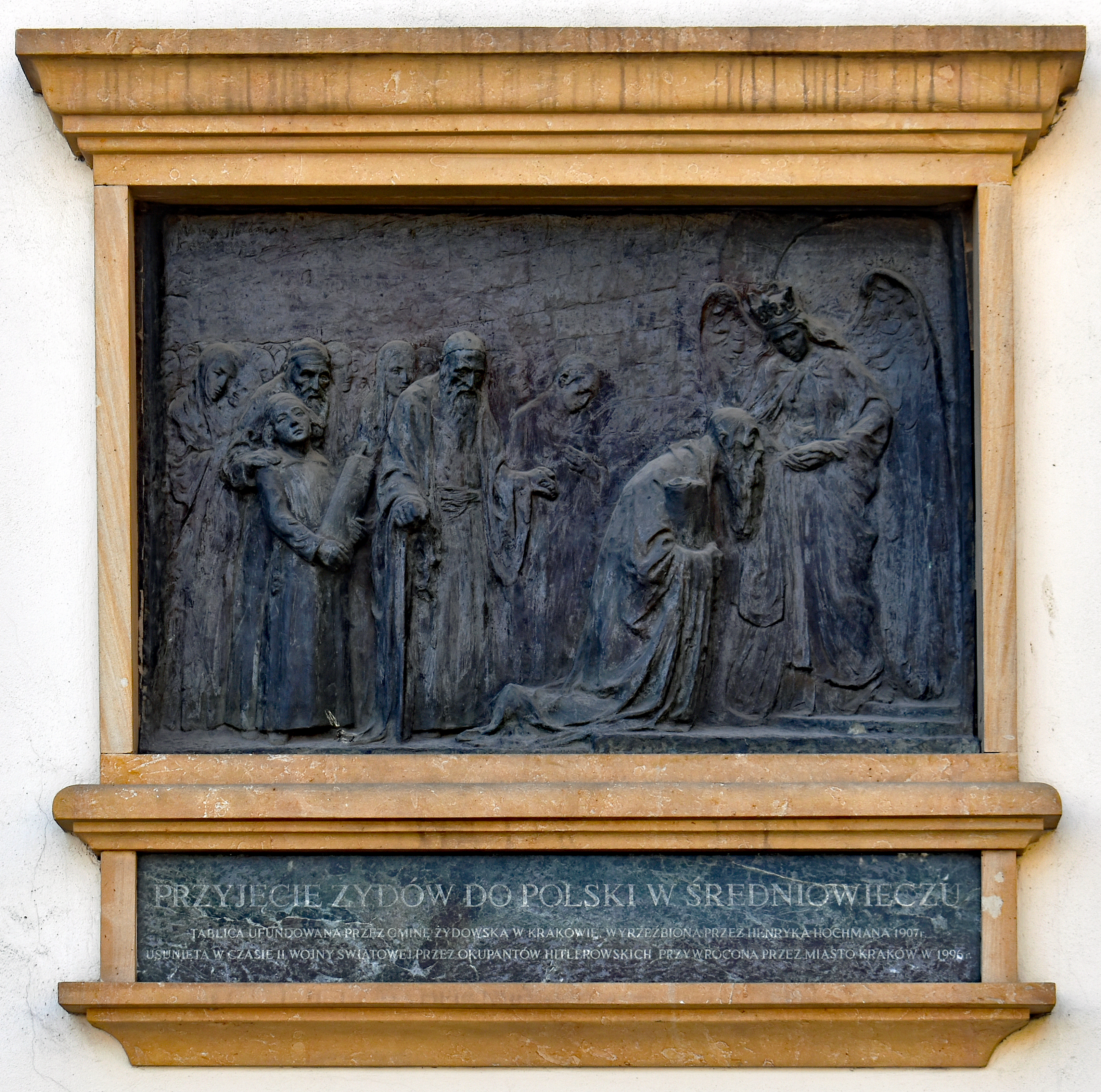
Przyjęcie Żydów do Polski w Średniowieczu, tablica pamiątkowa na ratuszu.
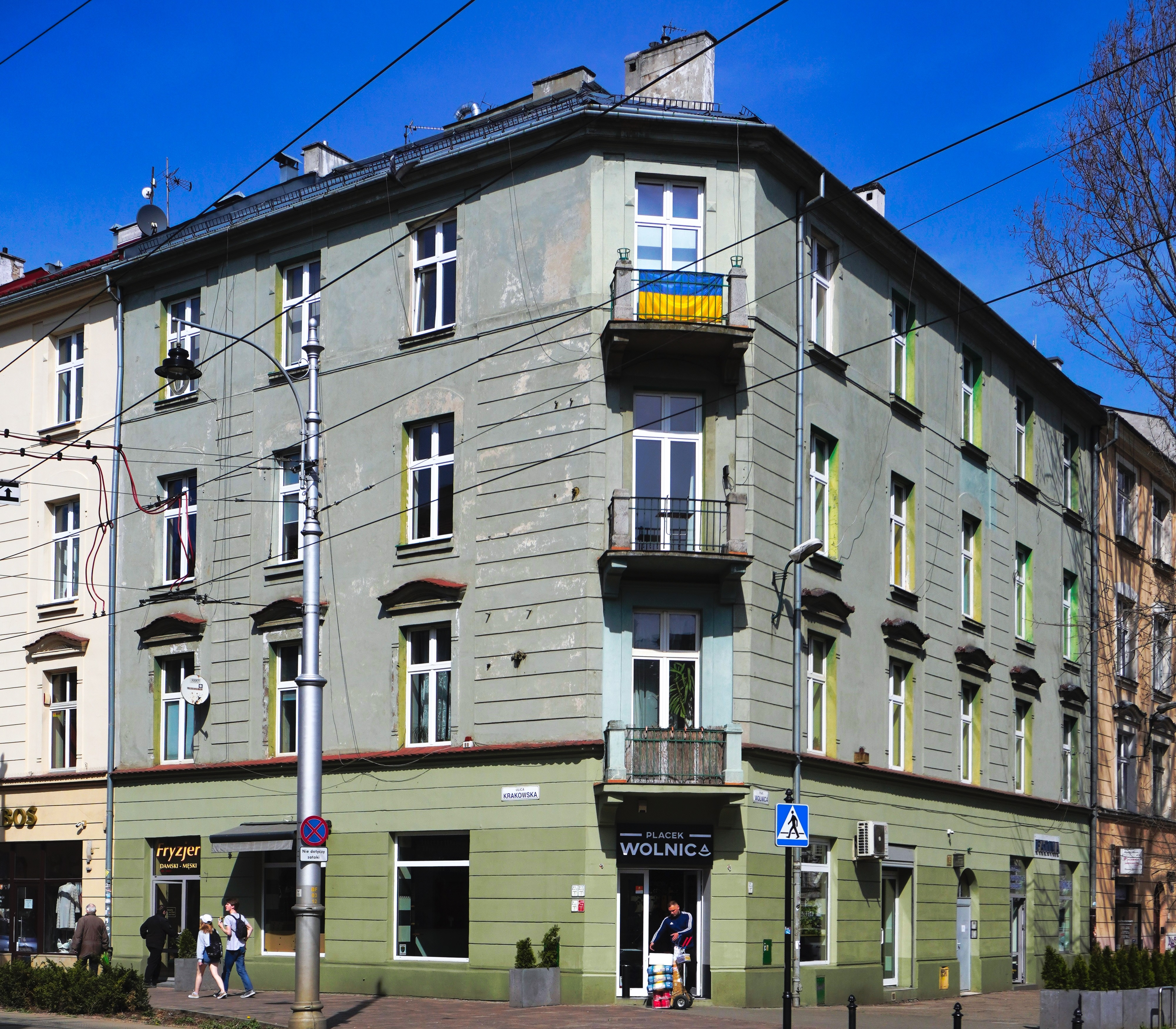
pl. Wolnica 2 Kamienica (proj. Jozue Oberleder, 1912).
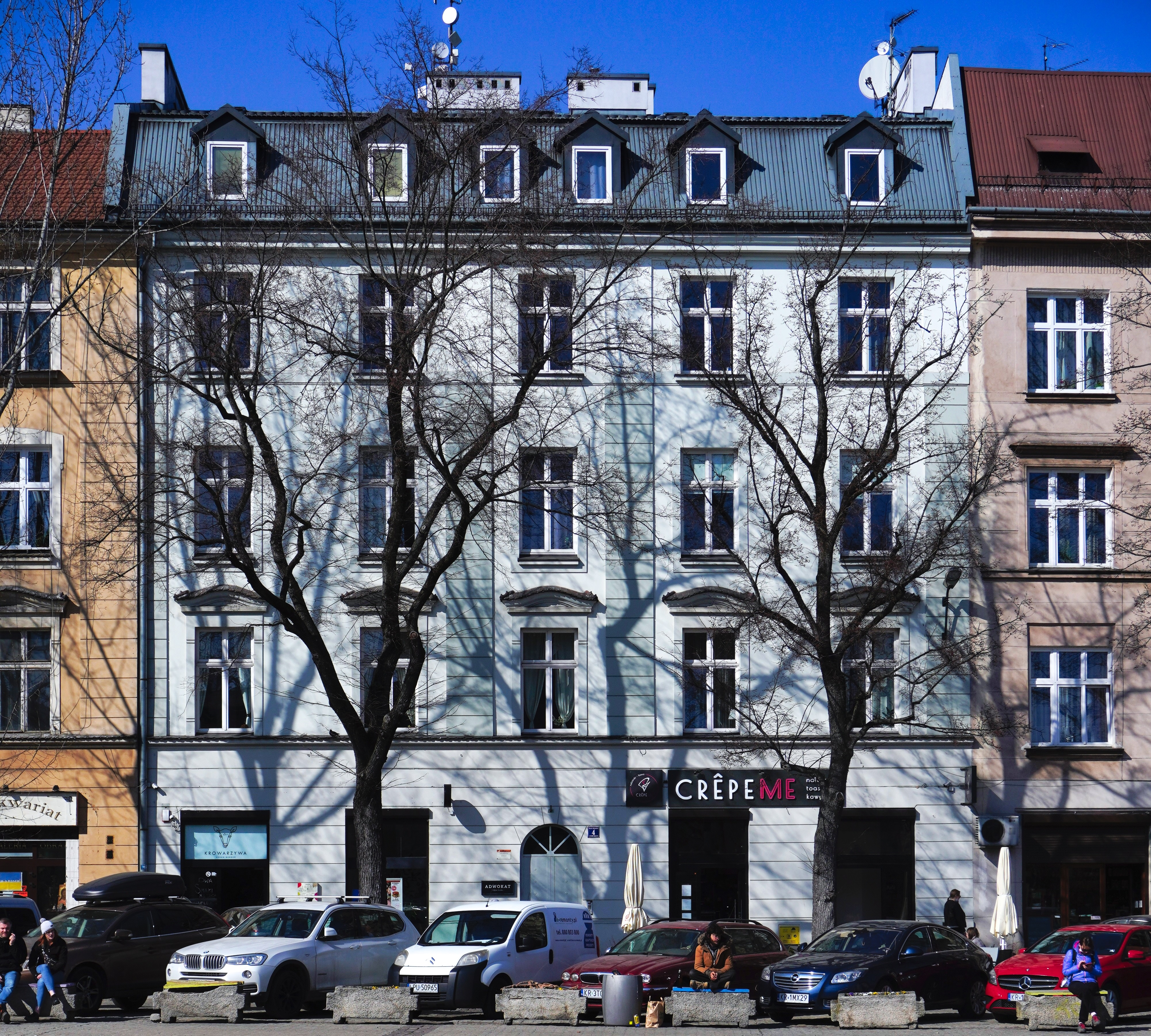
pl. Wolnica 4 Kamienica (proj. Jozue Oberleder).
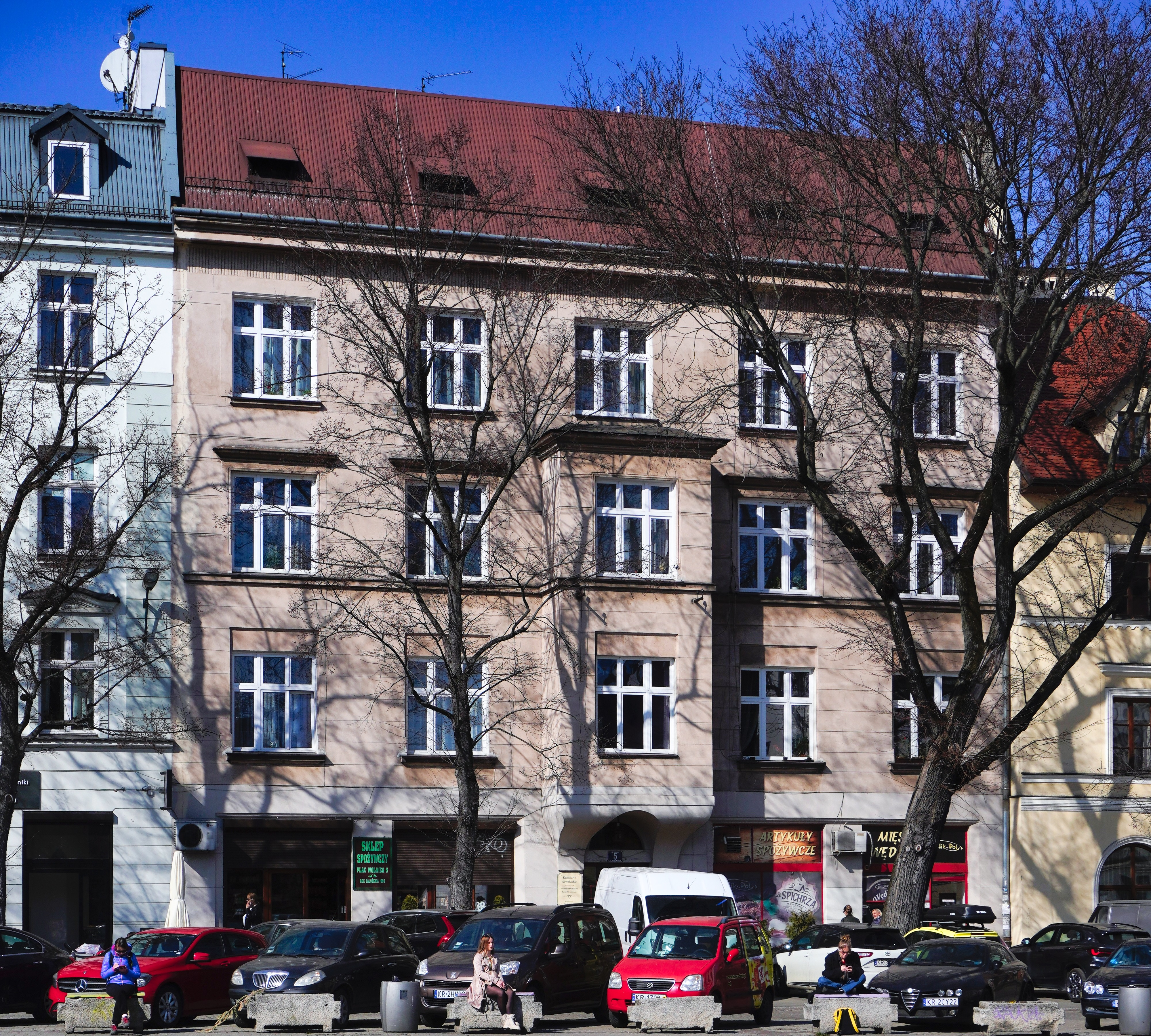
pl. Wolnica 5 Kamienica (proj. Władysław Kleinberger, 1912).
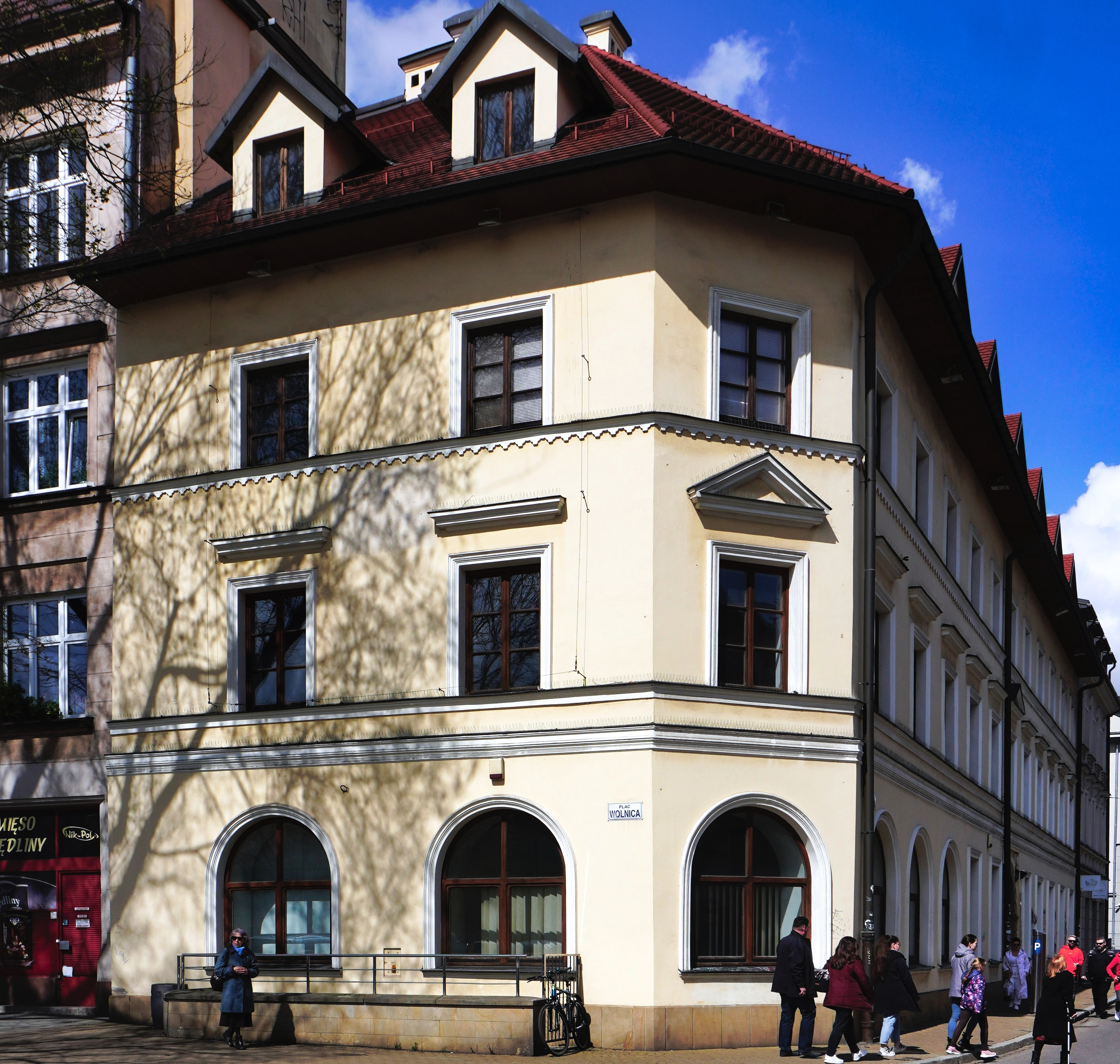
pl. Wolnica 6 (ul. Bożego Ciała 31) Kamienica.
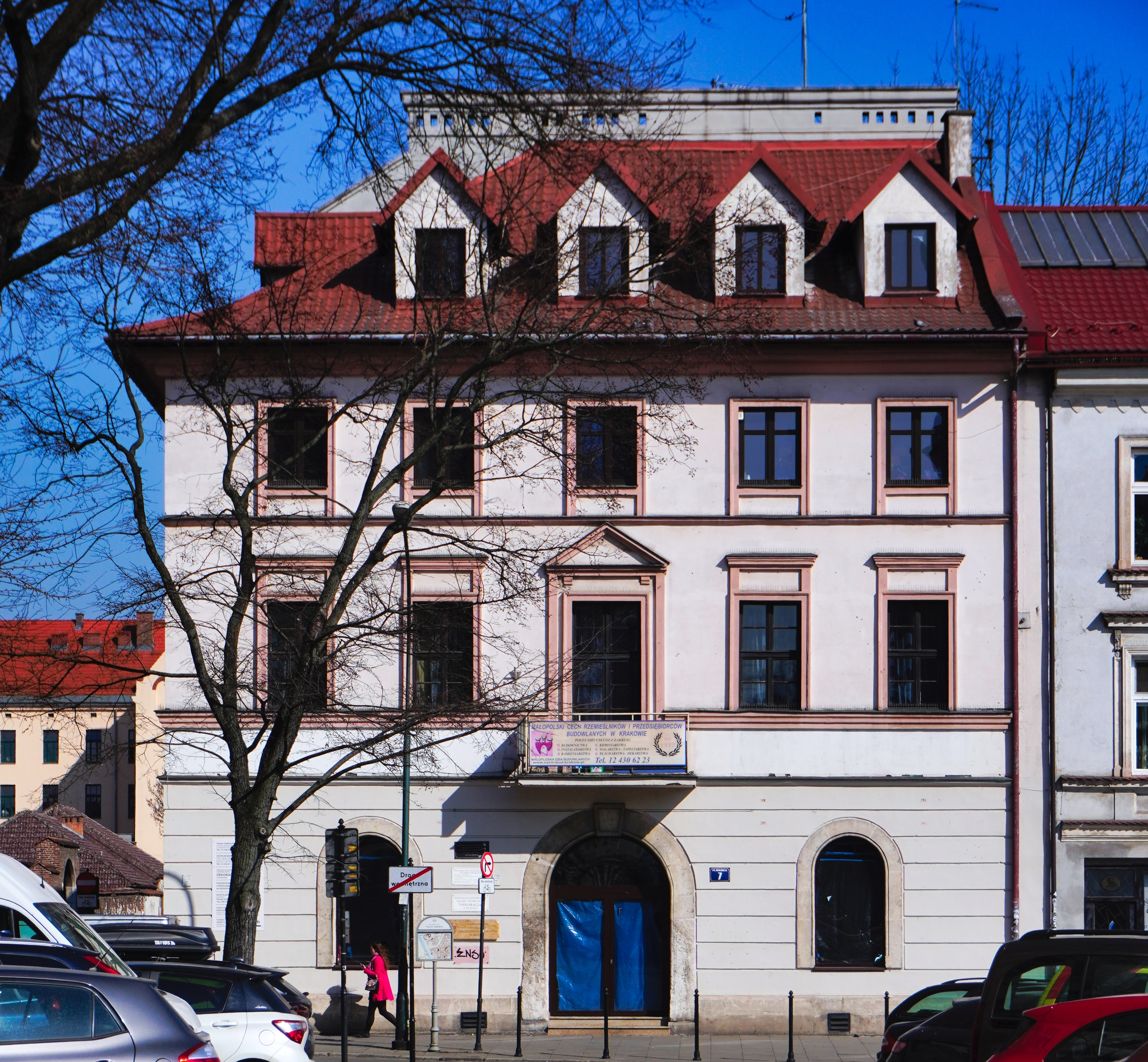
pl. Wolnica 7 Kamienica.
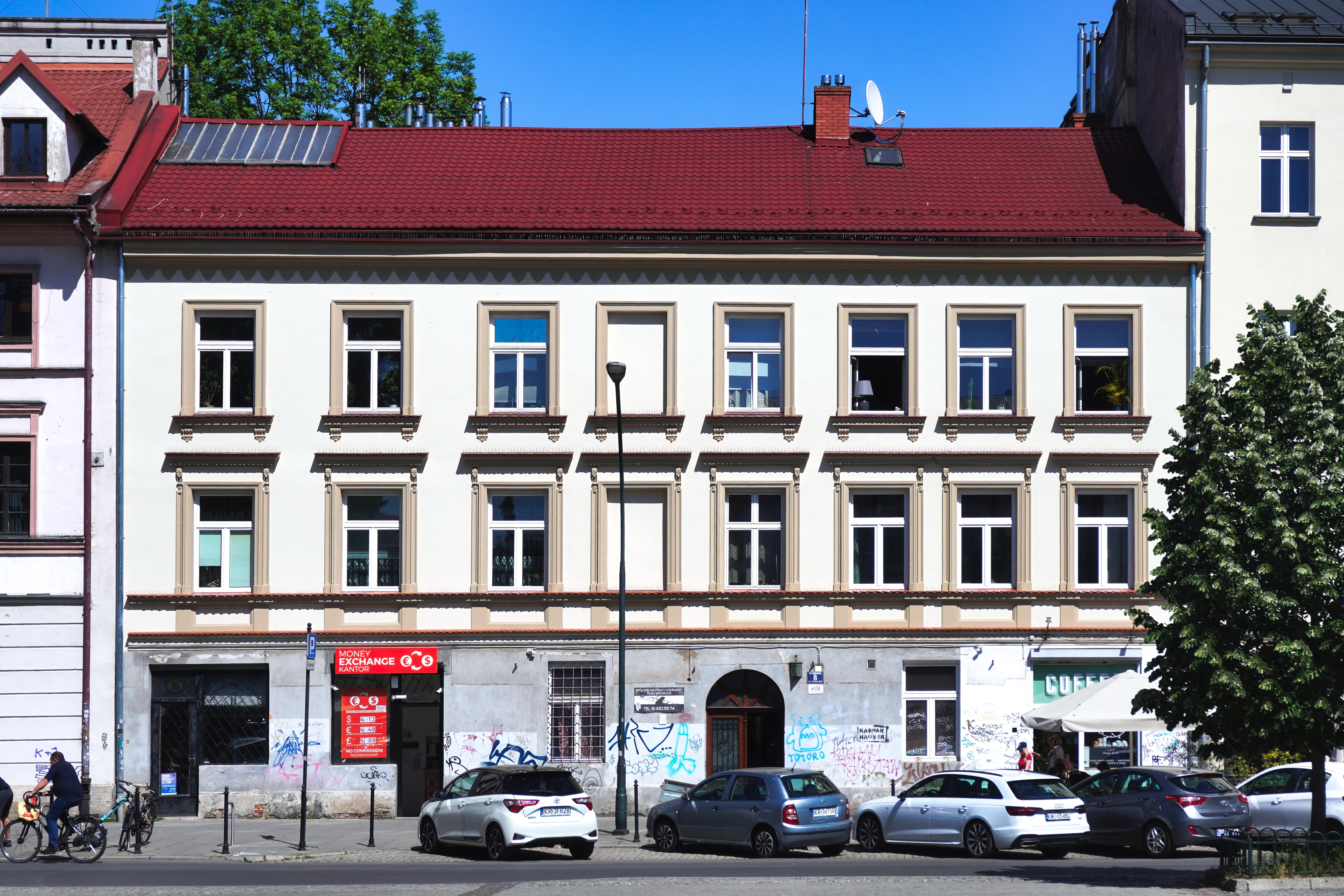
pl. Wolnica 8 Kamienica.
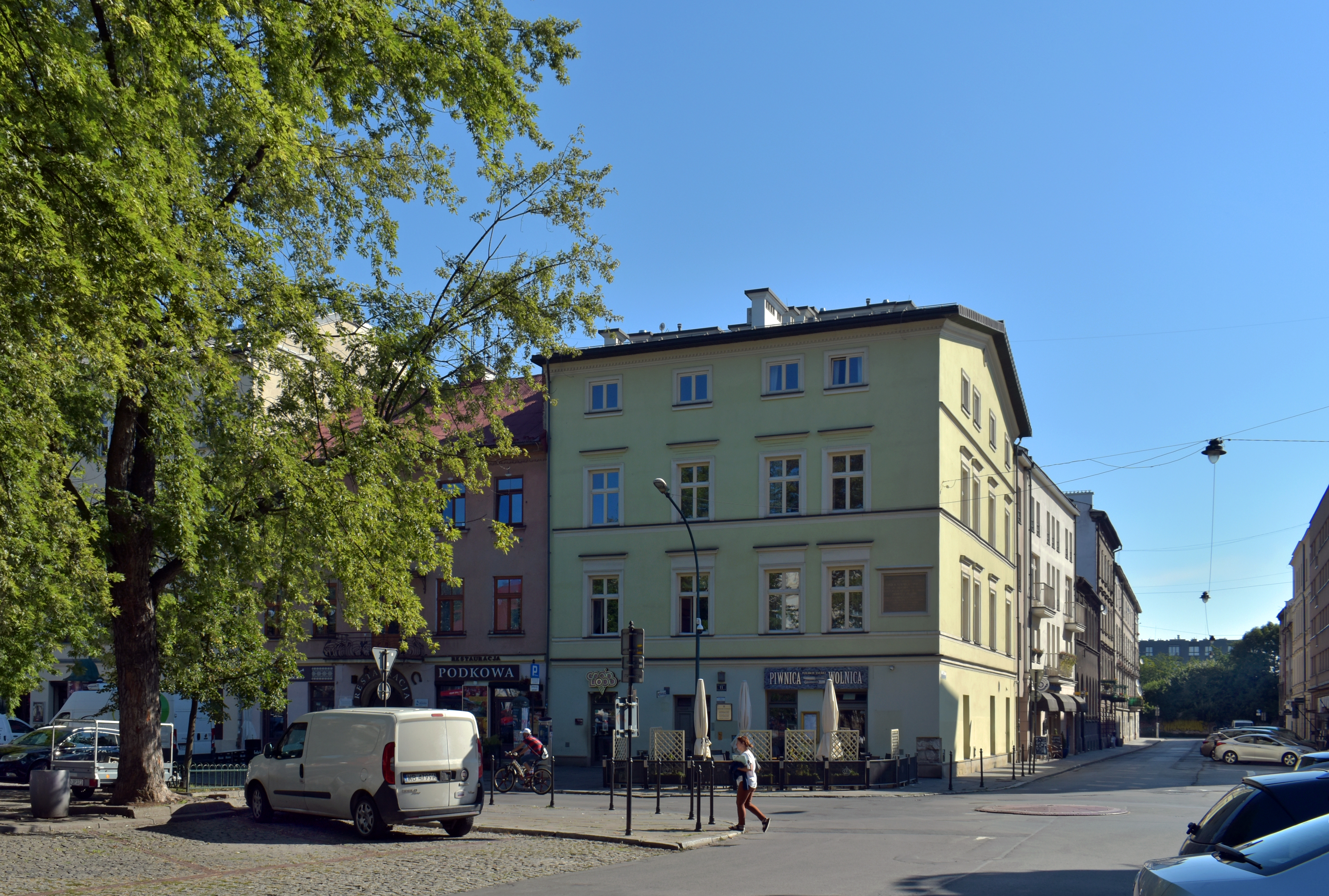
pl. Wolnica 11 (ul. Bocheńska 2) Kamienica gdzie odkryto w 1868 roku, fundamenty pierwszego stawianego dla Uniwersytetu budynku.
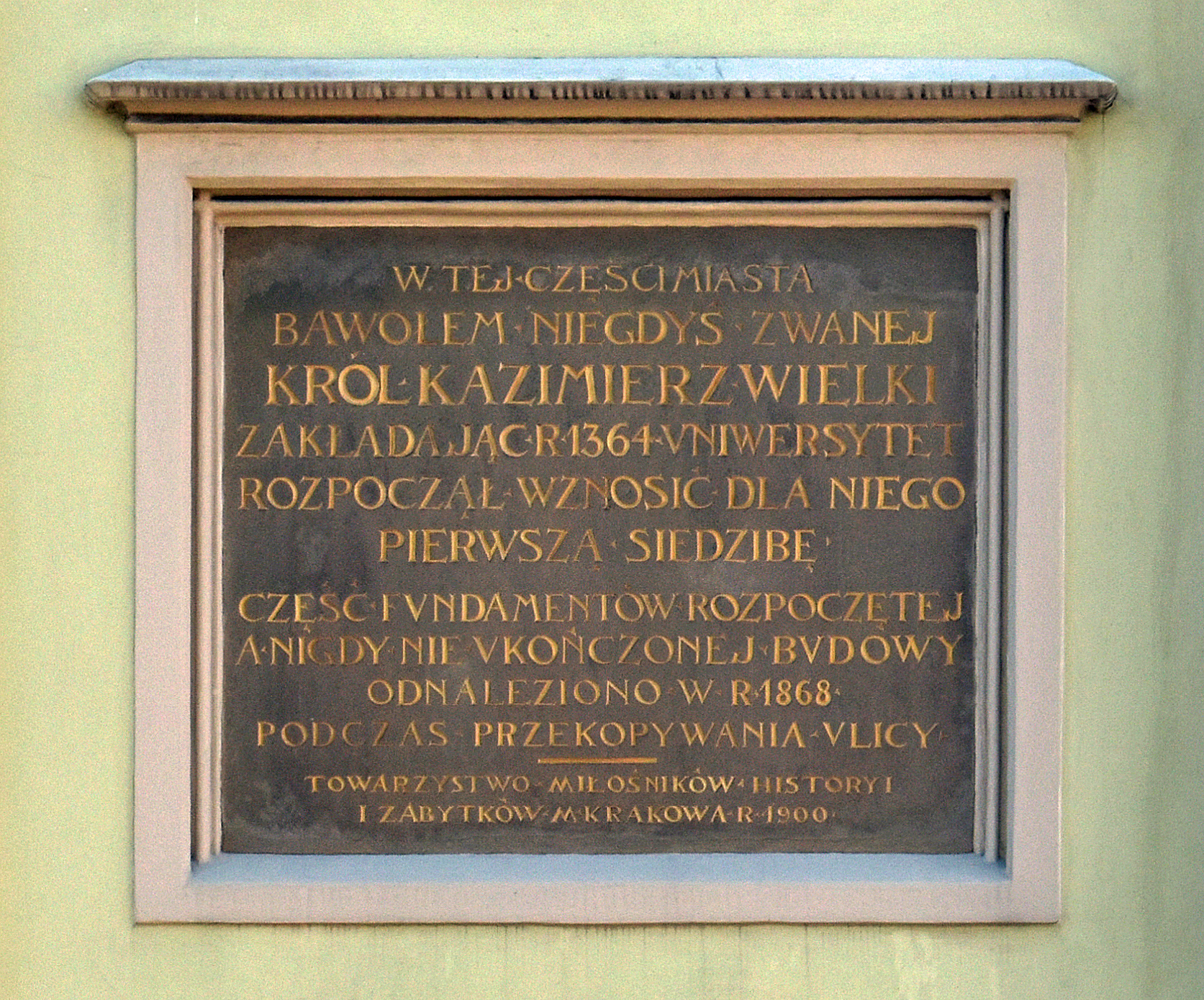
pl. Wolnica 11 Tablica pamiątkowa.
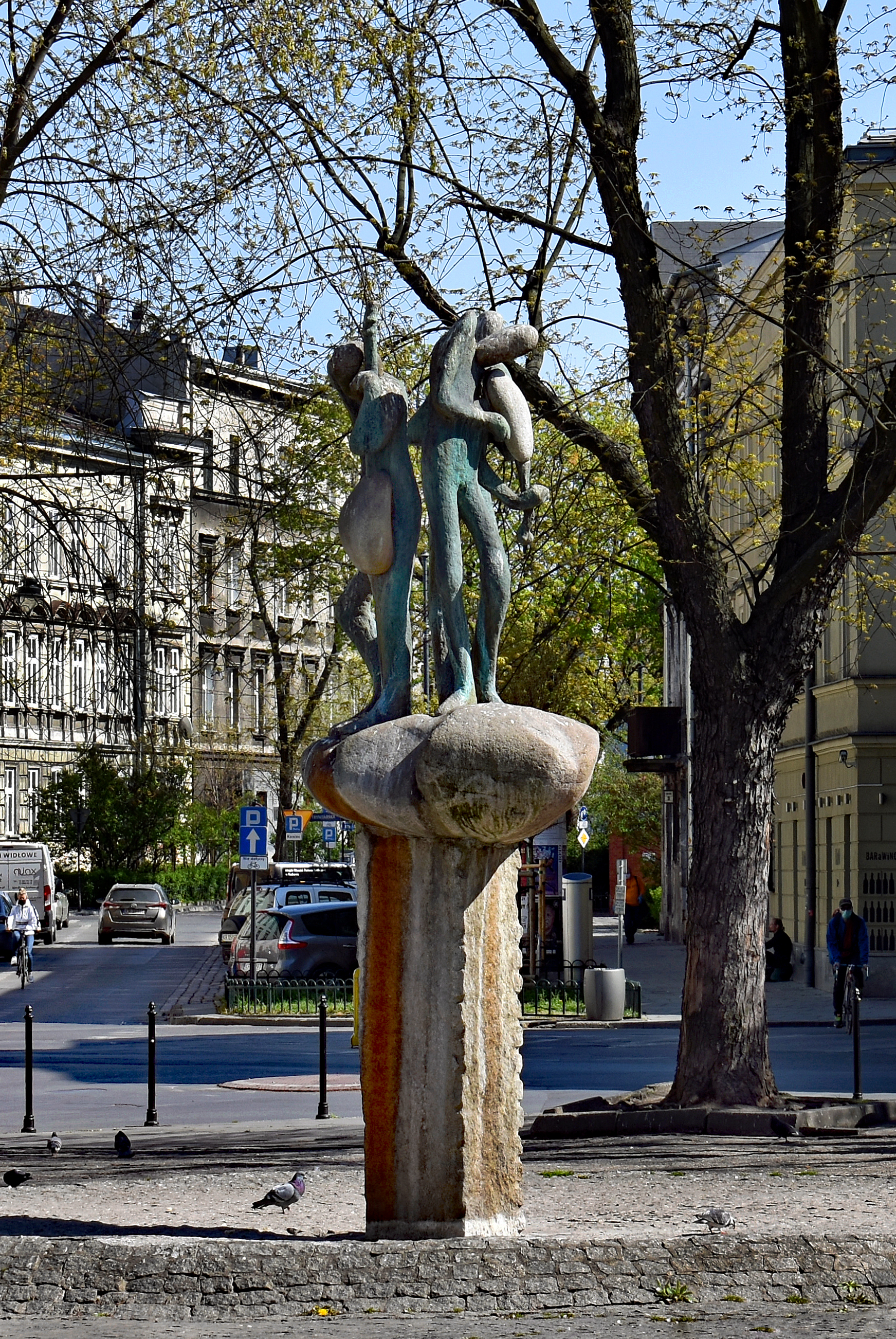
Trzej grajkowie Rzeźba fontanna projektu Bronisława Chromego.
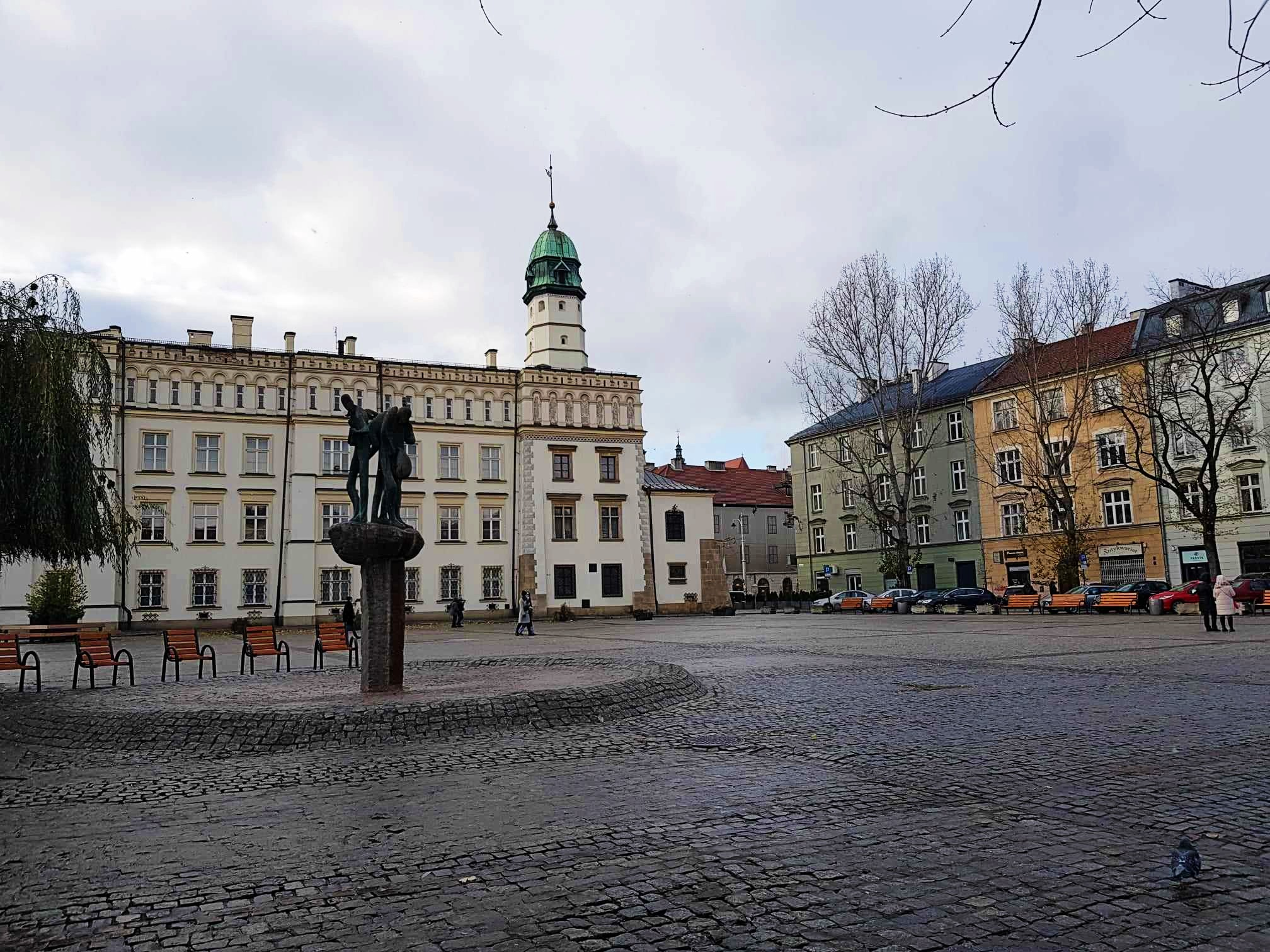
Widok na północny zachód od skrzyżowania z ulicą Bocheńską.

## Źródła
- Praca zbiorowa Zabytki Architektury i budownictwa w Polsce. Kraków, Krajowy Ośrodek Badań i Dokumentacji Zabytków, Warszawa 2007, ISBN 978-83-9229-8-1